# Малоотходная технология
Малоотходная технология — промежуточная ступень перед созданием безотходной технологии, подразумевающая приближение технологического процесса к замкнутому циклу. При малоотходной технологии вредное воздействие на окружающую среду не превышает уровня, допустимого санитарными органами. Часть сырья всё же превращается в отходы и подвергается длительному хранению или захоронению. Оценить степень приближения к безотходной технологии можно с помощью материального индекса производства.